# دونالد فرنسيس ليبرت
دونالد فرنسيس ليبرت (بالإنجليزية: Donald Lippert)‏ هو قسيس أمريكي، ولد في 12 يونيو 1957 في بيتسبرغ في الولايات المتحدة.